# Giuseppe Angelo Saluzzo di Monesiglio
Giuseppe Angelo Saluzzo di Monesiglio (Saluzzo, 1734 – Torino, 1810) è stato un generale e chimico italiano.

## Biografia
Studiò alla Scuola di Artiglieria di Torino. Intrapresa la carriera militare, divenne generale nel 1794. Nel 1757 fondò con Joseph-Louis Lagrange (1736-1813) e Gianfrancesco Cigna (1734-1790) la Società Privata Torinese, che, dopo aver acquisito il nome di Società Reale, fu trasformata, grazie all'approvazione del re Vittorio Amedeo III, in Accademia Reale delle Scienze (25 luglio 1783). Fu anche uno dei primi studiosi italiani di chimica dei gas. Approntò apparati chimici complessi per lo studio dell'anidride carbonica. Il suo nome è legato ad un tipo di bottiglia usata nelle esperienze di pneumatica.